# Csengelei Szent Imre-templom
A csengelei Szent Imre-templom az 1930-ban alapított helyi római katolikus egyházközség temploma.

## Története
Csengele katolikus lakói a szegedi felsőközponti plébániához tartoztak. A 20. század elején jelentősen megnőtt népesség és a templomtól való nagy távolság miatt az 1926-ban épült iskolában egy kis kápolnát alakítottak ki, ahol havonta tartottak misét. 1930-ban megalakult a helyi egyházközség, kezdetben fiókegyházként, majd 1936-tól független egyházközségként. A hívők 1934-ben templomépítő bizottságot alakítottak, és gyűjtésbe kezdtek. Az összegyűlt összeg távolról sem fedezte a templom építésének költségét, így az elöljáról az egyházmegyétől és Szeged városától kértek segítséget. A városi közgyűlés 1941-re jóváhagyta a keretet az építkezéshez. A második világháború miatt azonban a templom építése elmaradt. 1948-ban újra megalakult a templomépítő bizottság, de az általános szegénység közepette nem jutottak eredményre.
1951-ben az iskolában megszűnt a kápolna, és gabonaraktárat létesítettek a helyén. Innentől kezdve a szentmiséket a parókián tartották. 1972-ben a hívek adakozásából kibővítették a parókiát. Az 1990-es évek végére az így kibővített épület is szűknek bizonyult, így Laczkó Ferenc plébános mindent elkövetett, hogy Csengelén templom épülhessen. Az építkezést támogatta a Nemzeti Kulturális Örökség Minisztériuma, az egyházmegye, Szeged város önkormányzata, de Németországból és az Egyesült Államokból is érkezett segítség. A 60 milliós forintnyi összes költségből 6,2 millió forintot a helybéli hívek álltak. A terveket Tar Mihály építészmérnök készítette.
A terep rendezése 2000. február 26-án kezdődött el, az alapkő letételére 2000. április 16-án került sor. A templom falai között az első szentmisét 2000. november 5-én mutatták be. A tető 2001. januárban készült el, augusztusra a harangok is a helyükre kerültek. A templomot 2001. szeptember 8-án Gyulay Endre megyéspüspök szentelte fel Boross Péter volt miniszterelnök és Várhegyi Attila államtitkár jelenlétében. Az eseményen mintegy kétezer fő vett részt.